# Истисхаб
Истисха́б (араб. استصحاب‎ — презумпция неизменности состояния) — исламский рационалистический принцип извлечения правового решения (хукм), согласно которому «любые изменения не считаются наступившими, пока не обнаружатся ясные признаки этих изменений». Один из источников исламского права. Истисхаб стал основой для многих правовых правил, таких как презумпция невиновности, «однозначное не отменяется сомнительным», «основа в быту — дозволенность» и др.

## Функция
Истисхаб приобрел широкое распространение в среде маликитов. Он не содержал прецедентного материала подобно иджтихаду, истихсану и истислаху, но, как и все перечисленные приемы, позволял факихам выносить квалифицированные решения в случае коллизии юридических норм, вызванной, например, трудностями при буквальном следовании тексту Корана и сунны.
Функцию истисхаба можно объяснить на примере обязательной пятикратной молитвы мусульман. В первые годы истории ислама пятикратная молитва не была обязательной для мусульман. И лишь после установления шариатского довода, указывающий на обязательность этого действия, молитва стала обязательной. Истисхаб в данном случае будет указывать на отсутствие предписания шестой молитвы, которая не была установлена до прихода шариатских текстов. Другой пример: никто не может получить наследство пропавшего без вести пока не будут представлены доказательства его смерти. Соответственно, лицо освобождается от ответственности пока не будет доказана его вина.

## Виды истисхаба
Истисхаб делится на несколько видов. Перечислим основные виды:
- Презумпция изначального отсутствия — это отсутствие возложения любых шариатских норм на совершеннолетнего мусульманина, до тех пор пока не будет установлена их законность. Примером может служить отсутствие обязательности шестой молитвы для мусульманина, резумпция невиновности человека в преступлении и т. д. Исламские богословы единогласны (иджма) относительно законности данного вида истисхаба.
- Основа в быту — дозволенность — подавляющее большинство факихов считает, что основа в полезных бытовых вещах — дозволенность (халяль), также как основа во вредных вещах — запретность (харам). Например, определенный вид еды будет дозволенным, пока не будет установлен шариатский довод, доказывающий его запретность.
- Презумпция существования до наличия доказательства обратного — если относительно какой-либо шариатской нормы существуют тексты, подкрепляемые истисхабом, то заявления об отмене данной нормы не принимаются до тех пор, пока они не будут подкреплены доказательствами. К примеру, собственность продолжает принадлежать человеку, пока не будут представлены доказательства, подкрепляющие заявления другой стороны о прекращении собственности[2].